# يعشيل بكوري
يعشيل بَكُورِي (الاسم العلمي Stachyurus praecox)، نوع من اليعشيل ينتمي إلى فصيلة اليعشيليات. جنبته تزيينية تعلو نحو ثلاثة أمتار. ساقها منتصبة. أفنادها قضيفة مرنة. أوراقها إهليلجية تطول نحو 18 سم. وتعرض نحو 9 سم. نصالها رقيقة، مسننة الحتار، جميلة الخضار الزاهي. أزهارها سنبلية التجميع، متدلية، صفراء اللون. تنويرها يستمر من شباط إلى نيسان.